# 八頭町立船岡中学校
八頭町立船岡中学校（やずちょうりつ ふなおかちゅうがっこう）は、かつて鳥取県八頭郡八頭町にあった公立中学校。
八頭町教委は2015年度に八頭町内3中学校を廃止統合し現在の八頭町立中央中学校校舎を活用し統合校舎とする方針を決定した。新しい校名は八頭町立八頭中学校。
2019年、旧校舎に奈良県の酒造会社、株式会社北岡本店がリキュール工場を設置。

## 沿革
- 1947年（昭和22年）4月29日 - 船岡村外二ヶ村組合立船岡中学校開校。
- 1948年（昭和23年）10月30日  - 新校舎に移転。
- 1952年（昭和27年）11月3日  - 船岡村、隼・大伊村を編入、町制施行し船岡町が発足に伴い船岡町立船岡中学校と改称。
- 2005年（平成17年）3月31日 - 八頭郡船岡町が同郡郡家町・八東町と合併、八頭町が発足したのに伴い、八頭町立船岡中学校と改称。
- 2015年（平成27年）3月31日 - 閉校。

## 通学区域
以下の3小学校区。
- 八頭町立船岡小学校
- 八頭町立隼小学校
- 八頭町立大江小学校

## 周辺
- 八頭町船岡庁舎（旧・船岡町役場）
- 八頭町立船岡小学校
- 船岡郵便局
- 国道482号
- 八東川
  - 大江川

## アクセス
- 若桜鉄道 因幡船岡駅から南へ700m
- クローバーバス（大江線） 学校前にて下車

## 著名な出身者
- 森下広一（元陸上選手） - 1992年バルセロナオリンピックマラソン銀メダリスト
- 鳥取砂丘（漫画家）